# Gary Hill (artista)
Gary Hill (Santa Monica, 1951) è un artista, scultore e videoartista statunitense.

## Biografia
Gary Hill ha studiato all'Arts Students League di Woodstock, New York, e lavorato e insegnato in diverse città dello Stato di New York. Vive e lavora  a Seattle, nello Stato di Washington. Ha ricevuto il Leone d'oro per la scultura alla Biennale di Venezia nel 1995.
Tra i pionieri della videoarte e delle installazioni elettroniche, Gary Hill ha esposto i suoi lavori in tutto il mondo (Artfacts 2007). La sua opera si caratterizza per l'inserimento di testo nella videoarte, evidente in lavori come Incidence of Catastrophe del 1987-88. È rappresentato dalla Donald Young Gallery di Chicago.
Un'antologia sui suoi lavori, a cura di Robert C. Morgan, è stata pubblicata dalla Johns Hopkins University Press nel 1999.
Gary Hill ha cominciato a lavorare con video, testo e suono nel 1973. È stato influenzato dall'arte concettuale che ha dominato gli anni settanta. La lettura degli scritti di Maurice Blanchot gli ha consentito di confrontarsi con l'idea di come il linguaggio interferisce con la realtà, con l'esperienza fenomenologica. La sperimentazione poetico-visiva delle connessioni e relazioni tra linguaggio, immagine, identità e corpo, si arricchisce di questo background di letture.
Per esempio, in Cabin Fever, usa la contrapposizione di luce e oscurità per esprimere la nozione di un'interazione tra il sé e l'altro (Donald Young 2007). Il lavoro di Hill esplora la capacità del video di offrire complesse narrazioni non lineari, che incoraggiano la partecipazione attiva dello spettatore.

### Mostre
Gary Hill ha realizzato numerosissime mostre personali e collettive di rilievo, tra le quali possiamo citare: al Centro Georges Pompidou di Parigi (1993), al Museo Guggenheim a SoHo, NY (1995), al Whitney Museum of American Art di New York (1998), al Museo d'arte contemporanea di Montréal (1998), all'Aarhus Kunstmuseum di Danemark (1999), alla Fondation Cartier per l'arte contemporanea nel 2007.